# Boys Keep Swinging
«Boys Keep Swinging» es una canción del músico británico David Bowie. Fue lanzada como sencillo del álbum Lodger el 27 de abril de 1979.

## Grabación y lanzamiento
Durante las sesiones de grabaciones de Lodger, Bowie quería capturar el estilo de las bandas de garage rock para la canción, y aceptó con Brian Eno que la mejor manera de conseguir este sonido era hacer UE que los miembros de la banda intercambiarán instrumentos, después de que fuera sugerido por Eno. El guitarrista Carlos Alomar tocó la batería y el baterista Dennis Davis tocó el bajo eléctrico.
"Boys Keep Swinging" tiene exactamente la misma secuencia de acordes que "Fantastic Voyage", del mismo álbum. ("Fantastic Voyage" también fue el lado B del sencillo "Boys Keep Swinging"). RCA decidió no lanzar este sencillo en los Estados Unidos, escogiendo "Look Back in Anger" en su lugar. 
El 15 de diciembre de 1979, junto con Klaus Nomi y Joey Arias como coristas, Bowie grabó la canción para una actuación, con un efecto especial de cuerpo de títere, en Saturday Night Live. Durante la semana transmisión, los censores de la NBC silenciaron el verso "other boys check you out", pero no se dieron cuenta del falo de la marioneta al final de la canción. 
La canción alcanzó el número 7 en el Reino Unido, regresando a Bowie al Top 10 de las listas de sencillos por primera vez desde "Sound and Vision" en febrero de 1977. Fue interpretada solamente durante la gira de 1995, Outside Tour. Entrevistado en 2000, Bowie dijo sobre la canción: "No siento que haya nada remotamente glorioso en ser hombre o mujer. Simplemente estaba jugando con la idea de la colonización del género".

## Otros lanzamientos
- La canción fue publicado como sencillo junto con "Fantastic Voyage" como lado B el 27 de abril de 1979.[2]
- La canción ha aparecido en numerosos álbumes compilatorios de Bowie:
  - Chameleon (1979)
  - The Best of Bowie (1981)
  - Christiane F. (1982)
  - Sound + Vision (1989)
  - The Singles Collection (1993)
  - The Best of David Bowie 1974/1979 (1998)
  - Best of Bowie (2002)
  - The Platinum Collection (2005)
  - Nothing has changed. (2014)
  - Bowie Legacy (2016)
- Fue publicada como un disco ilustrado en la caja recopilatoria Fashions.[7]

## Lista de canciones
Todas las canciones escritas por David Bowie y Brian Eno.
1. "Boys Keep Swinging" – 3:18
2. "Fantastic Voyage" – 2:55

## Créditos
- David Bowie – voz principal, guitarra
- Adrian Belew – guitarra
- Simon House – violín
- Tony Visconti –  bajo eléctrico, coros
- Carlos Alomar – batería
- Brian Eno – piano

## Posicionamiento en listas
| Listas (1979—2016)                 | Máxima posición |
| ---------------------------------- | --------------- |
| Bélgica (Flandes) (Ultratop 50)    | 18              |
| Irlanda (Irish Singles Chart)      | 19              |
| Países Bajos (Mega Single Top 100) | 16              |
| Reino Unido (UK Singles Chart)     | 7               |
| España (Top 100 Canciones)         | 51              |

## Otras versiones
- The Plot to Blow Up the Eiffel Tower – INRI (2006)
- Sarah Harding – St Trinian's 2: The Legend of Fritton's Gold (Original Soundtrack) (2009)
- Screamfeeder – Home Age (1999)
- Susanna Hoffs – When You're a Boy and David Bowie Songbook
- Duran Duran – We Were So Turned On: A Tribute to David Bowie (2010)